# Frederica Sagor Maas
Frederica Alexandrina Sagor Maas (Nueva York, 6 de julio de 1900-San Diego, California; 5 de enero de 2012) fue una guionista de cine estadounidense.
Hija de inmigrantes judíos procedentes de Rusia, estudió periodismo en la Universidad de Columbia pero abandonó los estudios y comenzó a trabajar en 1923 como asistente de edición en la oficina de Nueva York de los Estudios Universal. Un año más tarde se trasladó a Hollywood y en 1927 se casó con el productor Ernest Maas. Uno de sus primeros trabajos como guionista fue la adaptación al cine de la novela de Percy Marks, The Plastic Age, con la que lanzó a la fama a la estrella del cine mudo, Clara Bow.  Entre los actores de la época para los que escribió estuvieron Louise Dresser, Constance Bennett y Greta Garbo, esta última para la película El demonio y la carne (Flesh and the Devil). Fue acusada de comunista en el periodo de la caza de brujas de McCarthy, lo que ella siempre negó. En sus memorias, The Shocker Miss Pligrim: A Writer in Early Hollywood, que comenzó a escribir tras morir su marido en 1986 y publicó en 1999, denunció la misoginia, el chovinismo, las fiestas salvajes y, en general, los abusos de poder en el Hollywood de la época, que le llevaron a intentar suicidarse junto a su marido en 1950 y a abandonar el cine. Ernest Maas murió con 94 años y ella publicó sus memorias en 1999, cuando, según sus palabras, "estoy viva y coleando y, bueno, hijos de puta, estáis bajo tierra mientras yo he vivido hasta los 99".